# 卡坦克奈魚
卡坦克奈魚為輻鰭魚綱鼠鱚目尼羅魚科的其中一種，分布於非洲剛果民主共和國的Munte河流域，本魚鼻部圓潤，口側腹且寬，體微黃，背表面顏色較深，呈褐色，背鰭軟條11枚，臀鰭軟條10枚，體長可達4.8公分，棲息在底層水域，可做為食用魚。